# Guerilla Poubelle
Guerilla Poubelle (GxP) est un groupe de punk rock français, originaire de l'agglomération parisienne. Le groupe compte plus de 1 000 concerts à son actif en Europe, en Amérique du Nord, en Amérique du sud et au Japon. Leur configuration musicale est celle du power trio, c'est-à-dire : basse, guitare, batterie.
Les membres du groupe s'investissent aussi dans d'autres projets musicaux : Paul Péchenart joue aussi dans Stygmate, Tomorrow Massacre, Bien à Toi et dans le projet solo de son père Paul Péchenart. Till Lemoine fait de la guitare dans Mon Autre Groupe et Maladroit. Anthony Sanchis fait également partie des groupes Intenable et Quitters et joue de la batterie, de la basse, de la guitare électrique et de la guitare acoustique dans son projet solo Mauvaise Pioche.

## Biographie

### Débuts (2003–2006)
Guerilla Poubelle est formé en 2003 à la suite de la séparation du groupe Les Betteraves. Celui-ci compte Till au chant et à la guitare, Koj à la basse et aux chœurs et Chamoule à la batterie. Le groupe se démarque bien avec la présence de Jokoko qui dessine et peint sur scène pendant les concerts avant d'offrir ses œuvres au public. Très vite, à la fin de l'année, le groupe sort sa toute première démo quatre titres, intitulée Dégoût et des Couleurs. On[évasif] peut y retrouver dessus des titres phares tels que Mon Rat s'appelle Judas ou Être une femme.
En 2004, une deuxième démo voit le jour ainsi qu'un split avec les bretons de Butter Beans. Le groupe s'enferme en studio de juillet à décembre pour enregistrer « eux-mêmes » leur premier album, intitulé Il faut repeindre le monde… en noir, qui sort l'été suivant. Celui-ci comporte 19 titres et marque le début de Guerilla Poubelle. Les membres affirmeront « l'avoir réalisé avec beaucoup de difficulté et avoir failli abandonner un certain nombre de fois. » Ce premier album studio se vend à plus de 20 000 exemplaires.
En 2005, le trio publie un split, intitulé Ninjas and Guerilleros, en compagnie du groupe japonais Coquettish, avec leur tout nouveau batteur Axel. Il s'ensuit une tournée de plus de 200 dates en Europe et au Japon jusque fin 2006 avec des groupes tels que Coquettish, Eric Panic ; ainsi que le clip de leur titre Demain il pleut. À cette même période, le groupe se rend également au Québec afin d'y donner une série de concerts. Les membres finissent par être réexpédiés en France pour ne pas posséder de permis de travail et de validation d'emploi.

### Punk=Existentialisme(2007–2012)

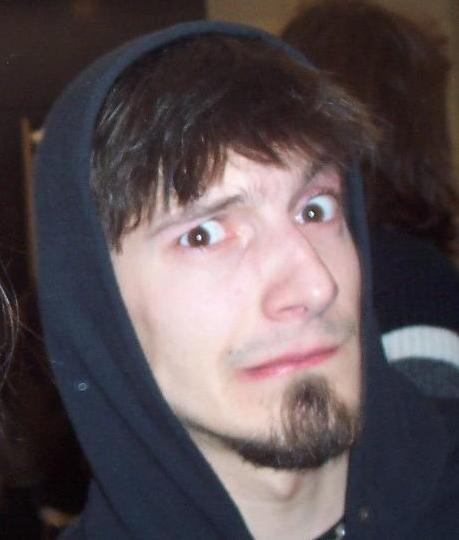
Till, au chant et à la guitare présent au cours de toute l’histoire du groupe.

En 2007, Guerilla Poubelle s'octroie une pause pour retourner en studio dans le but d'enregistrer leur deuxième album Punk=Existentialisme, qui sort le 29 octobre de la même année. Un album 16 titres enregistré avec leur nouveau batteur Alex (Leptik Ficus, Les Rasoirs Electriques, Raincheck), et agrémenté du DVD Ceci n'est pas une fiction : un documentaire de 90 minutes retraçant la tournée du groupe en 2006. Cette année est également marquée par la sortie du split Petit hommage entre amis avec leurs amis de Justin(e) et Dolorès Riposte, celui de Ipod Sucks avec Sons of Buddha ainsi qu'une compilation enregistrée en Angleterre, intitulée The Shame of Punk to Come. Jokoko quitte le groupe à la fin de l'année. En 2008, le bassiste Koj quitte le groupe. En novembre 2008, le groupe conclut un accord avec le label Asian Man Records pour la distribution de leurs albums aux États-Unis.
En 2009, le groupe est de retour au Québec pour une tournée avec leur nouveau bassiste Ken. En février 2009, ils sont également dévoilés pour le Free Edge Fest 2009 pour le samedi 11 avril au Mans aux côtés de groupes comme Mad Sin et The Unseen. Après la sortie d'un vinyle 7", intitulé Rats in Paris, aux États-Unis, le groupe en profite pour enregistrer un nouvel EP cinq titres, Pas de bonne raison. Le morceau-titre homonyme est publié en juillet 2009 sur leur page MySpace. Forest, du groupe Forest Pooky, chante en anglais sur certains titres. Ils tournent aussi le clip de la chanson Tapis roulant, tirée de leur dernier album. À peine rentré, Guerilla Poubelle annonce déjà une tournée Kill Tour Elite en France et en Belgique avec les groupes Nina'School et Charly Fiasco prévue pour l'automne. Le 28 octobre, le groupe sort son split commun 12 titres avec Charly Fiasco. Le 19 décembre 2009, Guerilla Poubelle, alors en concert à Mont-de-Marsan, annonce qu'il n'y aura plus de dates en France avant 2011.
Les activités du groupe sont réduites durant l'année 2010. Après une tournée en Allemagne et aux Pays-Bas en mars 2010, chacun des membres profite de cette pause pour se consacrer à ses autres projets (Maladroit, Mon Autre Groupe, Les Rasoirs Électriques, Personne). En juin 2010, Guerilla Asso met un nouveau sampler à télécharger gratuitement à disposition. Le 2 juin 2011, après un retour sur scène, et une tournée en France durant le 19 mars à la Belleviloise (Paris) accompagné de Vulgaires Machins et Poésie Zéro, le groupe sort une compilation de onze titres, intitulée C'était mieux avant, regroupant l'intégralité des titres enregistrés avec la formation du moment et éparpillés sur différents splits et autres titres bonus. Le 11 juin, Jokoko refait une apparition auprès du groupe lors du Ten O'Rock Festival, à Eurville-Bienville, en dessinant et en chantant sur certains titres. Après une série de concerts durant le printemps et l'été 2012, Ken et Alex annoncent sur les réseaux sociaux quitter Guerilla Poubelle. Le 12 décembre 2012, après plusieurs mois d'absence, le groupe se produit pour la première fois avec Paul Péchenart à la batterie et Jamie Ryan à la basse sur la scène de la pizzeria Le Rigoletto à Paris, à l'occasion d'un concert « secret », annoncé une semaine à peine auparavant. À la fin 2012, le groupe compte plus de 400 concerts joués.

### Amor Fati(2013–2014)
La nouvelle formation du groupe déclare sur leur site internet avoir certains gros projets en préparation pour le groupe pour 2013. Une semaine plus tard, Guerilla Poubelle rentre à nouveau en studio. Le 15 janvier 2013, le groupe sort un nouvel EP trois titres intitulé C'est pas comme si c'était la fin du monde. Le clip de Marx et L'Histoire sera mis en ligne le 4 mai. Au cours de cette année, Guerilla Poubelle empilera quatre tournées en Europe avec des groupes comme Great Cynics, Lisaapeur, Brutal Chérie, Justin(e), Diego Pallavas, Intenable, et Nichiels ; ainsi qu'un concert au Pouzza Fest de Montréal le 18 mai. Au cours de l'été, le groupe annonce être entré en studio. En octobre 2013, Guerilla Poubelle sort officiellement son troisième album 14 titres Amor Fati,.
Courant avril 2014, le trio parisien part à nouveau sur les routes d'Europe. Le 6 mai 2014, le groupe annonce une nouvelle tournée pour l'été au Canada ainsi qu'aux États-Unis avec Direct Hit!. Ils y tourneront les clips de Carcassonne et 50 euros, extraits de leur dernier album, qui ne sortiront que l'année suivante. À leur retour en France, Guerilla Poubelle annonce sur leur site une nouvelle tournée en France et en Belgique avec Charly Fiasco et Brutal Chérie. Le clip Le Retour à la terre sort le 29 août. En octobre 2014, Anthony Sanchis devient officiellement le nouveau bassiste du groupe.

### Tournées (depuis 2015)

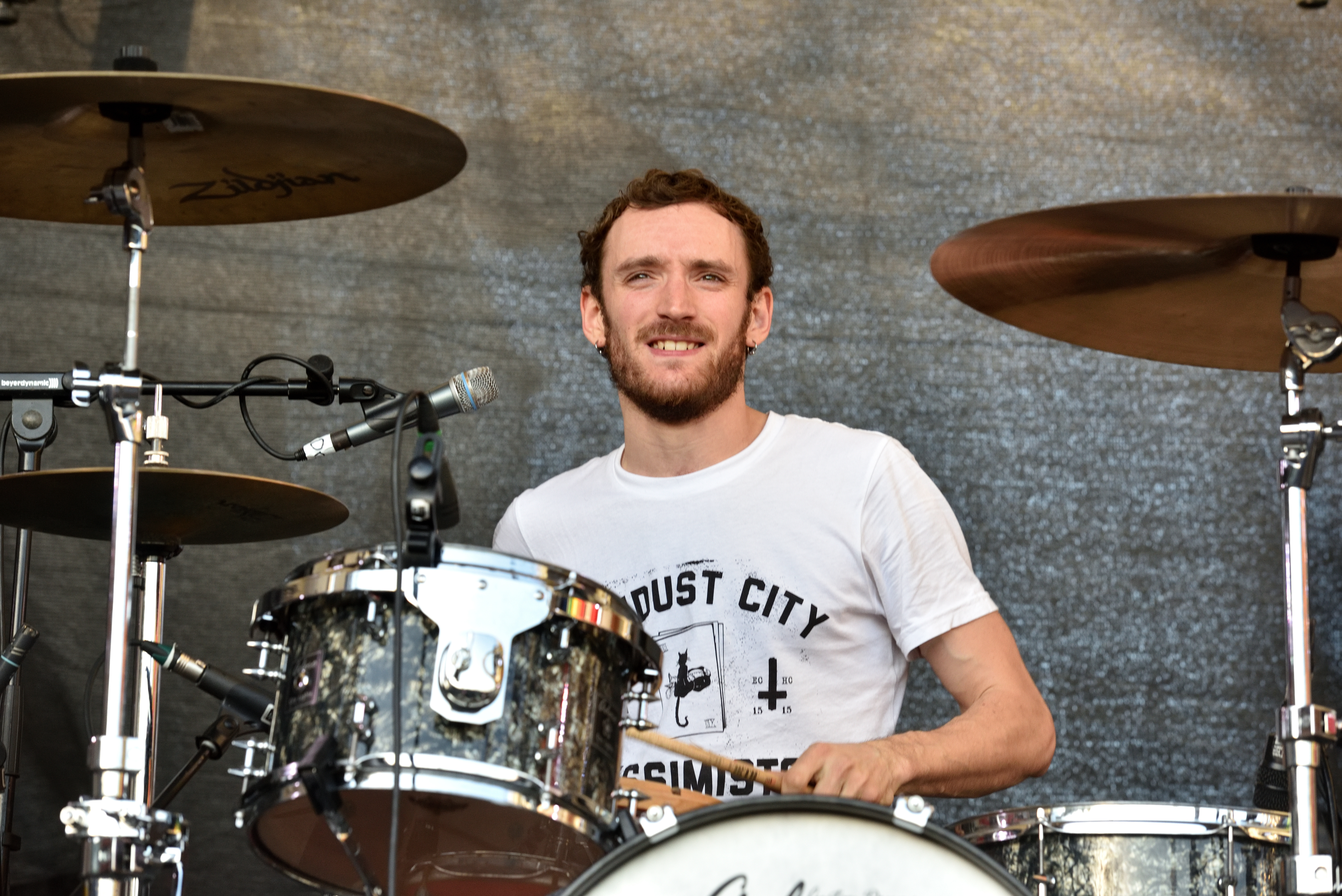
Guerilla Poubelle, au Hafen Rock en 2016.

En février 2015, Guerilla Poubelle s'envole pour une nouvelle tournée dans plusieurs pays d'Europe[réf. souhaitée] accompagnés des américains de Arms Aloft après avoir enregistré un split commun Taches noires vivantes. Le vinyle sortira un mois plus tard. Le groupe partira pour une tournée de trois jours en Angleterre début avril 2015. À l'occasion du 10e anniversaire de la sortie du premier album Il faut repeindre le monde… en noir, Guerilla Poubelle décide de sortir une version de l'album en format vinyle et de le jouer dans son entièreté au Pouzza Fest de Montréal le 15 mai, et au This Is My Fest de Paris le 22 mai[réf. souhaitée].
Courant juillet 2015, le groupe repart en tournée commune avec les québécois de Fortune Cookie Club. Le 26 septembre 2015, Guerilla Poubelle donne pour la première fois un concert sans Till Lemoine au Boripunk Festival à Hautrage, celui-ci ayant été absent pour raisons de santé[pertinence contestée]. En octobre 2015, le groupe part pour une seconde tournée aux États-Unis aux côtés de Arms Aloft, baptisée It's Gonna Be Alright... L'année suivante, ils participent au Hafen Rock[réf. souhaitée]. En novembre 2016, ils sont annoncés à l'Entrepôt d'Arlon avec Batushka, Malignancy, et Black Bomb A. En 2017 ils sortent un nouvel album nommé la nausée.
Le 1er décembre 2018, le groupe fête son 1 000e concert au Trabendo en compagnie de Poesie Zero et Charly Fiasco.

## Accusations d'agressions sexuelles contre Till
En mai 2021, une enquête de Mediapart effectuée en partenariat avec le collectif #MusicToo fait état d'accusations d'abus, de harcèlement et de violences sexuelles envers le chanteur et guitariste de Guerilla Poubelle, Till Lemoine. Trois anciennes compagnes de ce dernier l’accusent d'avoir exercé sur elles une emprise toxique, ainsi que « agressions, d’humiliations et de comportements de domination envers elles », ainsi que de rapports non consentis sans protection entre 2006 et 2008. Dans la même enquête, Till se défend de ces accusations.

## Engagements
Le groupe refuse de s'inscrire à la SACEM, limite le prix de leurs places de concert et de leurs albums. Till Lemoine est lui-même membre de l'association de concerts Guerilla Asso qui aide à la culture musicale sur Paris (concerts, festivals, etc.). Tous les membres de Guerilla Poubelle refusent de vivre de leur musique et conservent un emploi hors du groupe, choix de vie revendiqué dans la chanson Punk Rock is Not a Job (sur l'album Punk = Existentialisme).

### Le label Guerilla Asso

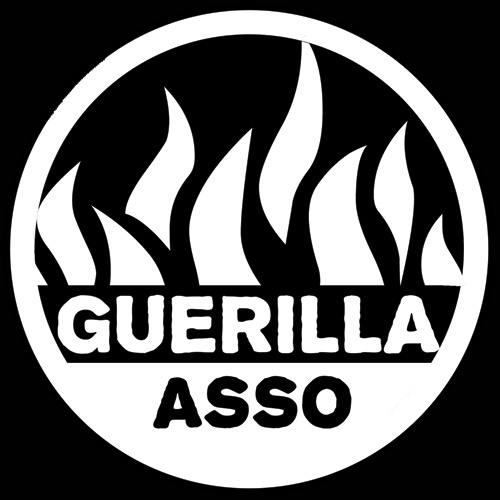
Le logo du label Guerilla Asso

Guerilla Asso est une structure d'accompagnement de groupes punk-rock créé par une bande d'amis, dont Till de Guerilla Poubelle en 2003. En 2012, Till parlait de la création de l'Asso en ces termes : "Au départ on a créé Guerilla Asso avec quelques potes pour organiser des concerts, sans vraiment le projet de label. Puis on a fait une compile, comme ça a bien marché on a pu aider les copains de The Defenestrors à sortir leur disque". Depuis sa création, le label a sorti plus de 130 productions (CD, Vinyles). En 2012, Till annonçait être « rendu à plus de 100 références (CDs, vinyles, compiles digitales et même K7s !) ».

#### Quelques artistes produits
- Justin(e)
- Les Cadavres
- P.O.box
- Vulgaires Machins

### Organisation de concerts

#### This Is My Fest
Depuis 2011, Guerilla Asso organise chaque année le This Is My Fest à Paris. Le concept du festival se déroulant sur 3 jours est défini sur la base de 25 groupes pour 25 euros.

#### Kill Tour Elite
Depuis 2004, l'association organise des tournées nationales avec Guerilla Poubelle et de nombreux autres groupes du label Guerilla Asso.

## Membres

### Membres actuels
- Till Lemoine - chant, guitare (depuis 2003)
- Paul Pechenart - chœurs, batterie (depuis 2013)
- Anthony Sanchis (Antho) - chœurs, basse (depuis 2014)

### Anciens membres
- Cham - batterie (2003-2005)
- Axel - batterie (2005-2006)
- Koj - basse, chant (2003-2008)
- Jokoko - chœurs (fait partie du groupe depuis sa formation, mais il n'est plus un membre complètement actif du groupe, il s'occupe maintenant de sa carrière dans la peinture)
- Alex - batterie (2007-2013)
- Ken - chant, basse (2008-2012)
- Jamie - chœurs, basse (2012-2014)

## Discographie

### Reprises
- Brainwash°, de Coquettish
- 500 Channels°, de Choking Victims, renommée 500 Chaînes
- Sunday Bloody Sunday, de U2, renommée Glace au Sang à cause du sundae, la glace de MacDonald's
- Incolore et Délavé, de Zabriskie Point
- Zwibir 2, des Betteraves (ancien groupe de Till et Koj)
- Bah, de Bloom
- Darling, de Crass
- Je suis pas menteur, des Sheriff
- Pacifier°, de Kid Dynamite
- Hey Suburbia, de Screeching Weasel
- Echec et Mat, de Charly Fiasco
- Le Monde à l'envers, de Leptik Ficus

Les chansons marquées d'un ° ont été réécrites en français. À l'occasion de concerts, le groupe a déjà fait d'autres reprises, mais de manière moins sérieuse, qui s'apparentent à des parodies.

## Vidéographie
- 2006 : DVD + CD Live à Saint-Geniès-de-Malgoirès avec Les Vilains Clowns, Leptik Ficus, Blurp! et Radio Bistro
- 2007 : Ceci n'est pas une fiction, DVD vendu avec le CD Punk = Existentialisme de Guerilla Poubelle, un documentaire filmé et réalisé par Fifou retraçant la vie du groupe pendant leur tournée de 2006 en France, au Québec et au Japon